# Politique aux Samoa
Les Samoa forment une monarchie constitutionnelle et élective indépendante. La constitution de 1960, qui prit formellement effet à l'indépendance du pays en 1962, est fondée sur la démocratie parlementaire du Royaume-Uni, modifiée pour prendre en compte les coutumes des Samoa.
En conséquence, Fiame Mata'afa Faumuina Mulinu’u II (1921-1975), le titulaire du titre de grand chef de Mata'afa est devenu le 1er Premier ministre à l'indépendance.

## Institutions

### Le chef de l'État(O le Ao O le Malo)
La tête de l'État est constituée d'une institution originale appelée O le Ao O le Malo. Celle-ci était formée en 1962 de deux membres nommés à vie, en l'occurrence des deux tama'aiga, Malietoa Tanumafili II et Tupua Tamasese Mea'ole. Il est décidé à l'indépendance que ni l'un ni l'autre ne serait remplacé à leur mort par un nouveau chef d'État à vie ; ainsi, les futurs dirigeants seraient élus par le Fono (Parlement) pour une durée de cinq ans. Après la mort de Tupua Tamasese Mea'ole, en 1963, Malietoa Tanumafili II demeure seul à occuper ce poste jusqu'à son décès, survenu le 11 mai 2007. Le 16 juin de cette même année, le Parlement élit Tupua Tamasese Tupuola Tufuga Efi comme O le Ao O le Malo, pour un mandat de cinq ans. Il est réélu en 2012.
Va'aletoa Sualauvi II, ayant été élu à cette fonction par le Parlement à l'unanimité, lui succède le 21 juillet 2017.

### Parlement
Le système parlementaire monocaméral est constitué de l'Assemblée législative appelée Fono ou Grand Fono. Elle se compose de 49 membres élus pour un mandat de 5 ans. La constitution de 1960 avait prévu que sur ces 49 parlementaires, 47 étaient désignés par consensus par les matai (chefs de famille), membres des fono des 11 districts du pays, les deux autres étant élus au suffrage universel par les "non-Samoans" (Européens, métis, Chinois et quelques Salomonais) installés dans l'archipel de longue date. En 1990, une réforme de la loi électorale élargit le collège électoral à l'ensemble de la population adulte de plus de 21 ans, tout en conservant le système de double scrutin et le monopole des matai quant à la possibilité de se présenter aux élections. L'archipel compte aujourd'hui un peu plus de 25 000 matai, dont 5 % de femmes.

### Gouvernement
L'exécutif est au main d'un gouvernement composé du Premier ministre nommé par le chef de l'État sur proposition du Parlement, et de ministres ne pouvant excéder le nombre de huit.

### Système judiciaire
Le système judiciaire est fondé sur le système britannique (Common law). La Cour suprême est la plus haute juridiction du pays. Son juge principal est nommé par le chef de l'État sur les recommandations du premier ministre.

## Vie politique samoane depuis l'indépendance

### Les dérives du systèmemataiet la remise en cause du mode de scrutin
La constitution de 1960 avait reconnu le droit à tout matai de créer un autre titre de matai soit en faveur de l'un de ses parents, soit par adoption à condition de donner au bénéficiaire une terre, le titre étant fondé avant tout sur du foncier. Très vite, ces créations ex nihilo se multiplièrent en particulier durant l'année précédant les élections au Parlement. En effet, seuls les matai pouvant voter, tout candidat à la législature avait tout intérêt à créer un maximum de titres pour accroître son électorat. Entre 1962 et 1978, ce fut en tout plus de 2 000 titres de matai qui furent ainsi créés, organisant de facto un système fondé sur le clientélisme et le marchandage politique.
Peu à peu un nombre croissant de Samoans commença à remettre en cause le mode de scrutin de plus en plus ouvertement. Parmi ceux-ci :
- Les Samoans émigrés en Nouvelle-Zélande qui souhaitaient avoir voix au chapitre d'autant qu'ils représentaient une manne financière importante pour l'économie du pays par le transfert d'une partie de leur salaire.
- Une partie des binationaux. En effet, il avait été décidé en accord avec la Nouvelle-Zélande que tout Samoan né avant 1949 pouvait bénéficier également de la citoyenneté néo-zélandaise. Or en tant que citoyen néo-zélandais, ils pouvaient voter aux élections néo-zélandaises mais s'en voyaient interdits dans leur propre pays s'ils n'avaient pas le statut de matai.
- Un nombre croissant de femmes. En 1963 fut créé le "National Council of Women" (NCW), une sorte de fono pour femmes. Ce CNW qui au départ se cantonnait au domaine du social, s'impliqua de plus en plus dans des questions d'ordre politique.

Quelques rares matai prirent conscience que des évolutions étaient nécessaires. En 1969, Letele Tanaolevalo proposa une reforme électorale en ouvrant le droit de vote à tout adulte mâle âgé de plus de 21 ans, sans pour autant remettre en cause le monopole des matai quant au droit de se présenter ni le système de double collège électoral. La proposition fut rejetée par 45 voix "contre" et 4 "pour". Le pouvoir politique était alors concentré aux mains des grandes dynasties samoanes, les clivages étant plus liés à leur rivalité qu'à un débat d'idées. C'est ainsi qu'à Fiame Mata'afa Faumuina Mulinu’u II succéda en 1970 au poste de Premier Ministre Tupua Tamasese Lealofi IV, lequel rendit le poste à son prédécesseur en 1973 pour le reprendre de 1975 à 1976, date à laquelle, il laissa sa place à son neveu Tupua Tamasese Tupuola Tufuga Efi. Ce jeu des chaises musicales devait toutefois prendre fin en 1979 avec la création par un matai du nom de Va'ai Kolone, du premier parti politique samoan le "Human Right Protection Party". En réaction, le premier ministre en poste à cette époque Tupua Tamasese Tupuola Tufuga Efi décida à son tour de créer son propre parti politique, le "Christian Democratic Party".

### Instabilité politique et la réforme électorale de 1990
Pendant longtemps, les matai ne ressentirent pas la nécessité de s'organiser en partis politiques. Les choses changèrent en 1979 date à laquelle deux d'entre eux Va'ai Kolone et Tofilau Eti Alesana décidèrent de créer le premier parti politique samoan, le "Human Rights Protection Party" (Parti pour la Protection des Droits de l'Homme) ou HRPP. En réaction, le premier ministre en poste à cette époque Tupua Tamasese Tupuola Tufuga Efi décida à son tour de créer son propre parti politique, le "Christian Democratic Party" (CDP). On assista alors à un début de bipolarisation de la vie politique
Les élections de janvier 1982 virent la victoire du HRPP et Va'ai Kolone devenir Premier Ministre. Accusé de fraude électorale, il dut démissionner au bout de six mois perdant du même coup son siège de Parlementaire. Tupua Tamasese Tupuola Tufuga Efi en profita pour retourner à sa cause quelques membres du HRPP avant de se faire nommer à son tour premier ministre. Néanmoins lui non plus ne demeura pas longtemps en poste puisqu'en décembre 1982, il fut renversé à la suite de désaccords sur le vote du budget 1983. Cela permit à Tofilau Eti Alesana, cofondateur du HRPP, d'être élu Premier Ministre. Il demeura à ce poste jusqu'à la fin de la législature en janvier 1985, date à laquelle le HRPP perdit les élections. Cette défaite fut largement dû à la brouille qui l'opposa à son compère Va'ai Kolone qui peu avant les élections avait décidé de rejoindre le CDP. Ce dernier se fit du reste élire Premier Ministre et nomma comme vice Premier Ministre le fondateur du CDP, Tupua Tamasese Tupuola Tufuga Efi.
Les élections générales de 1988 virent après la victoire du HRPP, le retour aux affaires de Tofilau Eti Alesana. Profitant d'une majorité confortable, il décida de proposer par référendum une réforme de la loi électorale en généralisant le suffrage universel. L'un de ses arguments reposaient notamment sur l'instabilité du système en vigueur qui était souvent agité par des querelles personnelles. Il y avait également derrière cette réforme une dose de calcul électoral, Tofilau Eti espérant bien que l'ouverture des listes électorales aux non matai avantagerait son parti réputé plus progressiste. L'opposition, quant à elle, estimait qu'un tel changement risquait d'altérer le fa'a samoa, le mode de vie traditionnel.
Le référendum fut organisé fin 1990, le "oui" l'emportant à une large majorité. Désormais, tout adulte de plus de 21 ans et quel que soit son sexe pouvait voter aux élections, les matai gardant néanmoins leur monopole quant au droit de se présenter.

### Le règne sans partage du HRPP
Aux élections du 5 avril 1991, le HRPP remporte 26 sièges sur 47, et deux femmes sont élues.
Profitant de cette nouvelle victoire électorale, Tofilau Eti Alesana décida d'amender la constitution en allongeant la législature à 5 ans. Après les élections de 1996, de nouveau remportée par le HRPP, celle-ci (la constitution) fut une nouvelle fois amendée pour cette fois-ci changer le nom du pays en « Samoa ». Ce changement fut mal vécu dans le territoire voisin des Samoa américaines car perçu comme une réduction de leur propre identité.
Souffrant de problèmes de santé, Tofilau Eti laissa sa place en novembre 1998 au numéro deux du parti Tuilaepa Sailele Malielegaoi, bien que conservant jusqu'à son décès le 19 mars 1999, un poste de ministre sans portefeuille.
Ce règne sans partage du HRPP n'empêcha pas la corruption et le système clientéliste de perdurer. C'est ainsi qu'en 1999, pour le 20e anniversaire de la création du HRPP, Luagalau Levaula Kamu, ministre des travaux publics du gouvernement Malielegaoi, fut assassiné en pleine cérémonie commémorative. Son assassin, Eletise Leafa Vitale, n'était autre que le fils de Leafa Vitale, lui-même ancien ministre des travaux publics et prédécesseur à ce poste de Luagalau Levaula Kamu. Il avait été remercié de son portefeuille de Ministre quelques mois plus tôt à la suite d'un scandale de détournement de fonds publics que sa victime avait justement dénoncé. L'enquête confirma que Leafa Vitale était bien le commanditaire du meurtre. Il s'avéra également que Toi Akuso, membre du HRPP et ancien Ministre des postes, était également impliqué dans le complot (voir lien externe).

### Élections de 2021
Les dernières élections législatives ont eu lieu en mars 2021; le HRPP, conduit par Naomi Mata'afa, a remporté sa majorité écrasante au Fono :
| Parti | Parti                              | Dirigeant                                | Circonscription du dirigeant | Résultat | Changement par rapport à 2021 |
| ----- | ---------------------------------- | ---------------------------------------- | ---------------------------- | -------- | ----------------------------- |
|       | Fa'atuatua i le Atua Samoa ua Tasi | Naomi Mata'afa Premier ministre          | Lepa                         | 47       | 11                            |
|       | Tautua Samoa                       | Palusalue Fa'apo II Chef de l'opposition | Safata (battu)               | 3        | 9                             |
|       | Candidats indépendants             | aucun                                    | aucun                        | 0        | 1                             |